# Fadesa
Fadesa, S. A. fue uno de los principales grupos inmobiliarios de España. Fundada en La Coruña (España) por Manuel Jove a finales de la década de los setenta, en principio se especializó en el desarrollo de grandes proyectos de vivienda protegida. Tuvo presencia en la práctica totalidad del territorio español a través de 20 delegaciones y más de 50 puntos de venta. A nivel internacional participaba en grandes proyectos como el mayor resort turístico de Marruecos con una superficie de 300 000 metros cuadrados.
En 2008, y tras su fusión con Martinsa, anunció la quiebra y posterior concurso de acreedores (el más grande de la historia española hasta 2008) por no poder atender su deuda, contraída, en buena medida, durante la fusión de ambas empresas.

## Historia

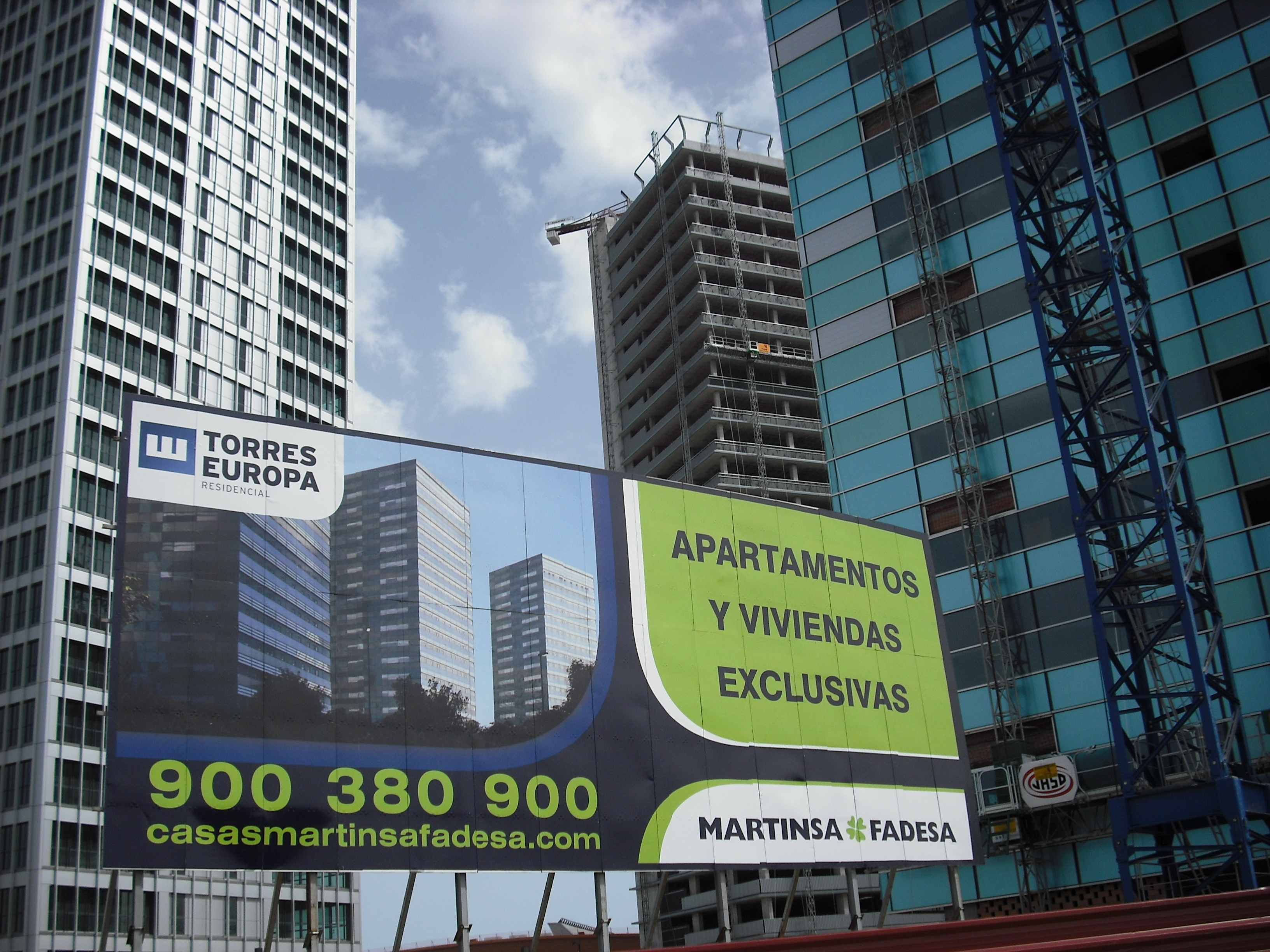
Edificios en construcción por Martinsa-Fadesa.

En el año 1993 empezó su actividad fuera de Galicia. Primero en Castilla y León y más adelante en el resto de comunidades de España. En el año 1999 Fadesa da el salto internacional y entra en el mercado de Portugal y en el 2000 abre su delegación en Marruecos. Actualmente, ha diversificado su inversión con inversiones patrimoniales (Hoteles, campos de golf, bodegas de vino).
En 2004, 1200 vecinos agrupados bajo el Colectivo Nacional de Afectados Síndrome Fadesa, iniciaron la via penal contra la compañía, bajo las acusaciones de delito de riesgo, falsedad documental y estafa. 
En 2006, la inmobiliaria Martinsa, cuyo presidente es Fernando Martín, lanza una OPA amistosa por el 100% de Fadesa: 4.045,2 millones de euros, abandonado a raíz de dicha OPA su estadía en el selectivo Ibex-35. 
El 14 de diciembre de 2007, Fadesa realizó su fusión con Martinsa para dar lugar a un nuevo grupo cotizado con el nombre Martinsa-Fadesa. El nuevo grupo tenía previsto diversificar su actividad hacia la obra civil y las energías renovables y, trasladar su sede operativa a Madrid, pero manteniendo la sede social en La Coruña (España).
El 11 de marzo de 2008 Husa compra a Martinsa-Fadesa el hotel Husa Vía Barcelona.
El 14 de julio de 2008, Martinsa-Fadesa decide el concurso voluntario de acreedores ante su grave situación de tesorería, tras negársele la financiación necesaria para sacar adelante su proyecto. Esta decisión del consejo de administración de Martinsa-Fadesa, que equivale a la suspensión de pagos, fue presentada al día siguiente en los juzgados de La Coruña (sede de la inmobiliaria), además propuso al Ministerio de Trabajo un expediente de regulación de empleo (ERE) que, en principio, afectará a 234 empleados (un 26,5% de la plantilla). Se estima que la deuda del grupo es de más de 7000 millones de euros y que 12.500 familias podrían haber iniciado la compra de viviendas a Martinsa-Fadesa, no tienen clara la adquisición definitiva. Esta suspensión de pagos se ha convertido en la más importante de la historia económica de España (2008).

## Cifras económicas
Martinsa-Fadesa redujo la venta de viviendas en 2007 en un 36%, vendiendo 6.691 viviendas frente a 10.446 en 2006.
En 2007, la deuda de Martinsa-Fadesa ascendía a 5.153 millones. Endeudamiento equivalente al 40% del valor total de los activos del grupo, estimado en unos 13 000 millones de euros. Parte de la deuda corresponde a la financiación que Martinsa solicitó para abordar la compra de Fadesa a través de una Oferta Pública de Adquisición de acciones (OPA).